# Multi Kulti
Multi Kulti var en skivbutik i Stockholm inriktad på världsmusik, vilken fanns mellan 1986 och 2011. 

## Historik
Butiken, vilken låg på Sankt Paulsgatan på Södermalm, öppnades 1986 av engelmannen Steve Roney (far till Shanti Roney), vilken kommit till Sverige tillsammans med Don Cherry ett tjugotal år tidigare, och tillsammans med denne drivit olika musik- och konstprojekt. 
2003 överlämnade Roney driften av butiken till Magnus Sjögren, vilken arbetat där sedan 1990-talet. Sjögren drev rörelsen vidare fram till januari 2011 då en kombination av minskad skivförsäljning och höjd hyra tvingade butiken att slå igen. I dess tidigare lokaler öppnade J.Lindeberg en klädaffär.

## Inriktning och utbud
I en intervju i Clarté 1996 beskrev Sjögren sin och Roneys tanke bakom butiken enligt följande: "Vår gemensamma ide gick ut på att spegla den icke anglosaxiska världen musikaliskt och det skulle baseras på folkmusik; vi hade ambitionen att täcka hela världen men också gå in på ickevästerländsk populärmusik som afrikansk pop, latinamerikansk tango, salsa eller t ex indisk filmmusik."
På bloggen Hemma på Södermalm skrev man i samband med nedläggningen 2011 att "Multi-kulti var under många år en ambassad för exotiska musikstilar som man knappt trodde fanns. Ett fönster som visade på den där berömda mångfalden som sällan letade sig upp till norra Sverige på 80-talet, ett fönster som kunde leda till musikaliska upplevelser som annars skulle ligga gömda i spåren på skivor som man inte skulle se."
Utöver skivor sålde butiken också bland annat böcker, kryddor och exotiska musikinstrument. Under sina senare år hade den även kaféverksamhet. Även viss konsertverksamhet ägde rum i butiken.

## Trivia
Don Cherrys album Multi Kulti från 1990 är uppkallat efter butiken.